# Gyrinops
Gyrinops là một chi thực vật trong họ Thymelaeaceae. Các loài trong chi này là bản địa Đông Nam Á và tiểu lục địa Ấn Độ.
Chi Gyrinops có quan hệ họ hàng gần với chi Aquilaria và trong quá khứ tất cả các loài của chi này từng được coi là một phần của chi Aquilaria.

## Các loài
Chi này bao gồm 9 loài như sau:
- Gyrinops caudata (Gilg) Domke
- Gyrinops decipiens Ding Hou
- Gyrinops ledermanii Domke
- Gyrinops moluccana (Miq.) Baill.
- Gyrinops podocarpus (Gilg) Domke
- Gyrinops salicifolia Ridl.
- Gyrinops versteegii (Gilg) Domke
- Gyrinops vidalii P.H.Hô
- Gyrinops walla Gaertn.